# Куљера
Куљера (шп. Cullera) град је у Шпанији у аутономној заједници Валенсијанска Заједница у покрајини Валенсија. Према процени из 2017. у граду је живело 22 139 становника.

## Становништво
Према процени, у граду је 2017. живело 22 139 становника.
| 2017.  |
| ------ |
| 22.139 |

## Партнерски градови
- Сиктивкар